# Escriure amb foc
Escrivint amb foc o Escriure amb foc (originalment en anglès, Writing with Fire) és una pel·lícula documental índia del 2021 dirigida pels cineastes Sushmit Ghosh i Rintu Thomas sobre les periodistes que dirigeixen el diari Khabar Lahariya, dirigit per dones dalit, mentre fan la transició de la impremta al periodisme digital. És el primer llargmetratge documental indi a ser nominat per a l'Oscar a la millor pel·lícula documental. S'ha doblat i subtitulat al català.
Produïda sota Black Ticket Films, la productora de Ghosh i Thomas, la pel·lícula es va exhibir per primer cop al Festival de Cinema de Sundance de 2021, on va guanyar dos premis, el Premi del Públic i un Premi Especial del Jurat en la categoria de Documental Mundial de Cinema. Va rebre l'aclamació unànime de festivals de cinema i de crítica, guanyant diversos premis internacionals i elogis de la crítica per part de la premsa. Va ser nomenat «Critics Pick» pel New York Times, i Jason Rezaian a The Washington Post la va anomenar «la pel·lícula periodística més inspiradora potser mai feta».